# Dario Gervasi
Mons. Dario Gervasi (* 9. května 1968 Řím) je italský římskokatolický duchovní, biskup a adjunkt sekretář Dikasteria pro laiky, rodinu a život.

## Život
Narodil se 9. května 1968 v Římě.
Nastoupil do Papežského římského většího semináře. Dne 22. května 1994 jej kardinál Camillo Ruini vysvětil na kněze. Stal se farním vikářem u Santa Maria delle Grazie al Trionfale, kde působil do roku 2000. Mezitím získal na Papežské univerzitě Gregoriana licenciát z dogmatické teologie. Přešel do farnosti Santi Gioacchino e Anna al Tuscolano.
Roku 2008 byl jmenován vicerektorem Papežského římského vyššího semináře. Působil jako dočasný správce římské diecéze pro pastorační povolání. Před jmenováním biskupem sloužil ve farnosti Resurrezione del Nostro Signore Gesù Cristo ai Giardinetti a jako prefekt XVII. prefektury diecéze.
Dne 31. srpna 2020 jej papež František jmenoval pomocným biskupem diecéze Řím a titulárním biskupem ze Subaugusty. Biskupské svěcení přijal 18. října z rukou kardinála Angela De Donatis a spolusvětiteli byli arcibiskup Giovanni Tani a biskup Gianrico Ruzza. Jako pomocný biskup měl na starost pastoraci rodin.
Dne 31. října 2024 byl jmenován adjunkt sekretářem Dikasteria pro laiky, rodinu a život.